# Katrin Sass
Katrin Sass (ook wel Katrin Saß) (Schwerin, 23 oktober 1956) is een actrice uit Duitsland. Ze werd geboren in Schwerin in de Duitse Democratische Republiek (Oost-Duitsland) en voor de val van de Muur was zij aldaar een bekende actrice. In 1982 won ze een Zilveren Beer voor beste actrice op het 32e Internationaal Film Festival van Berlijn. Haar moeder Marga Heiden was een toneelactrice bij het Mecklenburgischen Staatstheaters Schwerin en speelde later ook in televisiewerken.
Sass studeerde aan de Staatliche Schauspielschule Berlin en nog drie jaar aan de Hochschule für Musik und Theater in Rostock.
Sass schreef een autobiografie Das Glück wird niemals alt, waarin ze vertelt over haar alcoholverslaving, die haar uiteindelijk een rol in de serie Polizeiruf:110 kost.

## Filmografie

### Bioscoop
- 1979: Bis daß der Tod euch scheidet
- 1980: Die Schmuggler von Rajgrod
- 1980: Die Verlobte
- 1981: Bürgschaft für ein Jahr
- 1985: Ab heute erwachsen
- 1985: Meine Frau Inge und meine Frau Schmidt
- 1986: Das Haus am Fluß
- 1986: Rabenvater
- 1986: Der Traum vom Elch
- 1988: Fallada – Letztes Kapitel
- 1989: Heute sterben immer nur die andern
- 1989: Zum Teufel mit Harbolla
- 1991: Jugend ohne Gott
- 1992: Inge, April und Mai
- 1998: Härtetest
- 2001: Heidi M.
- 2002: Babij Jar – Das vergessene Verbrechen
- 2003: Good Bye, Lenin! (als Christiane Kerner[7], genomineerd voor de 16e Europese Filmprijzen))
- 2005: Warchild
- 2008: Reich mir deine Hand
- 2009: Lulu & Jimi
- 2010: Das letzte Schweigen
- 2013: Sein letztes Rennen
- 2019: Sweethearts (als Sandra[8])

### Televisiefilms
- 1981: Chirurgus Johann Paul Schroth
- 1982: Familie Rechlin (tweeluik)
- 1983: Nachhilfe für Vati
- 1991: Jugend ohne Gott
- 1992: Das große Fest
- 1993: Stunde der Füchse
- 1997: Das vergessene Leben
- 1998: Ein Mann stürzt ab
- 1998: Ein tödliches Wochenende
- 2000: Verhängnisvolles Glück
- 2000: Die Polizistin
- 2004: Problemzone Schwiegereltern
- 2004: Mutterseelenallein
- 2005: Meine verrückte türkische Hochzeit
- 2006: Verschleppt – Kein Weg zurück
- 2007: Heimweh nach Drüben
- 2007: Hochzeit um jeden Preis
- 2009: Die Freundin der Tochter
- 2009: Liebe verlernt man nicht
- 2010: Der Doc und die Hexe (tweeluik)
- 2010: Das letzte Schweigen
- 2011: Blond bringt nix
- 2012: Heiratsschwindler küsst man nicht
- 2017: Harrys Insel
- 2017: Das deutsche Kind

### Televisieseries
- 1981: Polizeiruf 110: Nerze
- 1984: Polizeiruf 110: Schwere Jahre (2e deel)
- 1993: Tatort: Tod einer alten Frau
- 1993–1997: Polizeiruf 110 als Tanja Voigt (10 afleveringen)
  - 1993: Blue Dream – Tod im Regen
  - 1994: Totes Gleis
  - 1994: Opfergang
  - 1995: Sieben Tage Freiheit
  - 1995: Im Netz
  - 1995: Jutta oder Die Kinder von Damutz
  - 1996: Die Gazelle
  - 1996: Kurzer Traum
  - 1997: Der Sohn der Kommissarin
- 1994, 2001: Ein Fall für zwei (afleveringen: Der wahre Reichtum, Tödliche Schnappschüsse)
- 1995–2000: Wolffs Revier (4 afleveringen)
- 1998: Hallo, Onkel Doc! - Die wilde Clara
- 1998: Sperling – Sperling und der brennende Arm
- 1998: Polizeiruf 110: Das Wunder von Wustermark
- 1999: Klemperer – Ein Leben in Deutschland (5 afleveringen)
- 1999: Tatort: Todesangst
- 2000: Tatort: Blüten aus Werder
- 2000: Schimanski: Tödliche Liebe
- 2000: Für alle Fälle Stefanie - Das Maß ist voll
- 2002: Tatort: Rückspiel
- 2003: Tatort: Bienzle und der Taximord
- 2004: Tatort: Feuertaufe
- 2004–2010: Der Alte (5 afleveringen)
- 2004: Bella Block: Die Freiheit der Wölfe
- 2005: Bloch: Ein krankes Herz
- 2005, 2008: Siska (afleveringen: Verlorener Sohn, Seele im Nebel)
- 2006: Unter anderen Umständen
- 2007: Mitten im Leben (9 afleveringen)
- 2007, 2013: Der Kriminalist (afleveringen: Ein ideales Opfer, Der Sobottka-Clan)
- 2008: Donna Leon – Die dunkle Stunde der Serenissima
- 2008: Tatort: Tod einer Heuschrecke
- 2008: Dell & Richthoven (4 afleveringen)
- 2010–2015: Weissensee (18 afleveringen)
- sinds 2014: Der Usedom-Krimi
- 2015: Block B – Unter Arrest (10 afleveringen)
- 2018: Dogs of Berlin (8 afleveringen)

### Televisieoptredens
- 2005: alfredissimo! (25 februari)
- 2010: Zimmer frei! (26 september)
- 2011: NDR Talk Show (11 februari)
- 2012: Markus Lanz (29 mei)
- 2013: Markus Lanz (29. Januar, 19 juni)
- 2013: Krömer – Late Night Show (31 augustus)
- 2014: Markus Lanz (28 oktober)
- 2014: DAS! (29 oktober)
- 2014: Das ist Spitze! (18 december)
- 2017: Inas Nacht (4 november)
- 2017: NDR Talk Show (17 november)
- 2020: NDR Talk Show (mei)
- 2023: DAS! (19 november)

### Muziek
- 2011: Hoofdrol in de video zu Wir sind am Leben van Rosenstolz
- 2013: Königskinder. Liederen uit de televisieserie Weissensee (cd)
- 2023: Am Wasser. (album)

## Trivia
- In Oost-Duitsland werd Sass gedwongen haar naam als Saß te spellen, omdat het anders een combinatie van SA en SS uit de tijd van Nazi-Duitsland zou zijn.[9]

- Bibsys: 4096270
- Bibliothèque nationale de France: cb14611731d (data)
- Gemeinsame Normdatei: 124916163
- International Standard Name Identifier: 0000 0001 0887 1247
- Library of Congress Control Number: nr00002612
- MusicBrainz: b2d6260f-2497-4ddb-a5c9-30ea1d23b23e
- Nationale Bibliotheek van Tsjechië: pna2005311697
- Nationale Bibliotheek van Israël: 987007457734605171
- Réseau des bibliothèques de Suisse occidentale: 02-A024254415
- RKD-Nederlands Instituut voor Kunstgeschiedenis: 392649
- Système universitaire de documentation: 079269230
- Virtual International Authority File: 34708758
- WorldCat: E39PBJjtcQxXbRh8DjYrMJWhpP